# Села (Шмарєшкі Топлиці)
Села (словен. Sela) — поселення в общині Шмарєшкі Топлиці, регіон Південно-Східна Словенія, Словенія.